# Chu Quang Tiềm
Chu Quang Tiềm (1897 - 1986) là nhà văn quê ở huyện Đông Thành, tỉnh An Huy. Ông là một nhà mỹ học, nhà lí luận văn học hiện đại và là học giả nổi tiếng của Trung Quốc. Ông đã để lại cho văn hóa Trung Quốc nói riêng và nền văn hóa nhân loại nói chung nhiều công trình đặc sắc về văn hóa, văn nghệ.

## Tư tưởng
Trong giới phê bình văn học và mỹ học Trung Quốc hiện đại, Chu Quang Tiềm là một trong những nhà lý luận nổi tiếng nhất và là nhà văn nổi tiếng trong giới trí thức Trung Quốc và nhiều độc giả trẻ, những người thích thú với các phiên bản lý thuyết của ông. Vào những năm 1980, địa vị của Chu Quang Tiềm với tư cách là một nhân vật có ảnh hưởng một lần nữa được nâng cao thông qua các cuộc tranh luận về sự xa rời xã hội chủ nghĩa trong chủ nghĩa nhân văn Mác-xít và 'Cơn sốt văn hóa'.
Sự nhấn mạnh của ông về chiều kích thẩm mỹ của nghệ thuật trái ngược với những quan điểm đương thời về lợi ích chính trị trong nghệ thuật. Kết quả là, lý thuyết văn học và mỹ học ở giai đoạn đầu của ông, cho đến những năm 1980, bị chỉ trích ở Trung Quốc đại lục vì khuynh hướng duy tâm của chúng. Mặc dù đã có một số nghiên cứu về những đóng góp của Zhu đối với lý thuyết thẩm mỹ và phê bình văn học Trung Quốc hiện đại, nhưng vẫn có rất ít nghiên cứu toàn diện về sự hình thành và phát triển tư tưởng của ông.

## Tác phẩm liên quan
- Mario Sabattini (2019). Zhu Guangqian and Benedetto Croce on Aesthetic Thought. ISBN 978-90-04-39219-9. (phân tích ảnh hưởng của Croce đối với tư tưởng thẩm mỹ của Chu Quang Tiềm)